# 824
Évszázadok: 8. század – 9. század – 10. század
Évtizedek: 770-es évek – 780-as évek – 790-es évek – 800-as évek – 810-es évek – 820-as évek – 830-as évek – 840-es évek – 850-es évek – 860-as évek – 870-es évek
Évek: 819 – 820 – 821 – 822 –  823 – 824 – 825 – 826 – 827 – 828 – 829

## Események

### Európa
- Meghal I. Paszkál pápa. Népszerűtlensége miatt halálakor zavargások törnek ki, a tömeg megakadályozza a Szt. Péter-bazilikában való eltemetését, így a Santa Prassede-bazilikában helyezik örök nyugalomra. Az új pápa megválasztása a nemesi és egyházi frakciók közötti küzdelem miatt négy hónapig elhúzódik, végül frank támogatással a nemesek jelöltje, II. Jenő győzedelmeskedik. Jámbor Lajos frank császár fiát, Lothárt küldi Rómába, aki megegyezik Jenővel és kiadják a Constitutio Romaná-t, amely alapján a pápának felszentelése előtt esküt kell tennie a császár legatusának.[1]  A Paszkál által száműzött nemesek visszatérhetnek Rómába.
- Lajos császár utasítására Aznar Sanchez gascogne-i herceg és Aeblus gróf hadat vezet a Pireneusoktól délre élő lázadó baszkok ellen. Íñigo Arista pamplonai gróf arab segítséggel legyőzi és foglyul ejti őket, majd kikiáltja magát Pamplona királyának.
- Márciusban meghal I. Suppo spoletói herceg. Trónját Adelard palotagróf szerzi meg, de augusztusban ő is meghal. A hercegi cím Suppo fiára, Mauringra száll, de néhány nap múlva rejtélyes módon ő is életét veszti, utódja öccse, I. Adelchis.
- Egy levert andalúziai felkelés miatt korábban Alexandriába menekült mintegy 10 ezer arab negyven hajóval partra száll Krétán és megkezdik a sziget meghódítását. II. Mikhaél bizánci császár Photeinosz anatóliai sztratégoszt és Damian főlovászmestert küldi az elűzésükre, de az arabok legyőzik őket és Damiant is megölik.

### Észak-Afrika
- Lázadás tör ki Ifríkijában. A Manszúr ibn Naszr al-Tunbudhi vezette felkelők legyőzik Zijadat Alláh aglabida emírt és elfoglalják Tuniszt.

### Kína
- Az előző évben szélütést szenvedett Mu-cung császár 28 éves korában meghal. Utóda 14 éves fia, Li Csan, aki a Csing-cung uralkodói nevet veszi fel. Az országot már apja idejében korrupt eunuchok kormányozzák, a fiatalkorú császár elhanyagolja az államügyeket, idejét tivornyázással és játékokkal tölti.

## Születések
- Al-Tirmidhí, perzsa teológus
- Ibn Mádzsah, perzsa teológus

## Halálozások
- február 11. – I. Paszkál, római pápa[1]
- február 25. - Tang Mu-cung, kínai császár
- augusztus 5. - Heizei, japán császár
- Adelard, spoletói herceg
- Han Jü, kínai költő
- Mauring, spoletói herceg
- I. Suppo, spoletói herceg
- Reichenaui Wetti, frank szerzetes

## Fordítás
- Ez a szócikk részben vagy egészben  a(z)   824 című angol Wikipédia-szócikk ezen változatának fordításán alapul.  Az eredeti cikk szerkesztőit annak laptörténete sorolja fel. Ez a jelzés csupán a megfogalmazás eredetét és a szerzői jogokat jelzi, nem szolgál a cikkben szereplő információk forrásmegjelöléseként.